# CBS Television City
"CBS Television City" es también el nombre de una instalación de investigación en el casino MGM Grand Las Vegas.
CBS Television City (en español: Ciudad de la Televisión de CBS) es un complejo de estudios de televisión ubicado en el distrito de Fairfax de Los Ángeles, en 7800 Beverly Boulevard, en la esquina de North Fairfax Avenue. Es uno de los dos estudios de televisión del Columbia Broadcasting System (CBS) en el sur de California - el otro es CBS Studio Center, ubicado en el sector denominado Studio City del Valle de San Fernando, que además alberga instalaciones de producción y las dependencias de las afiliadas locales a CBS (KCBS y KCAL). El centro de producción de radio West Coast está ubicado a más de un kilómetro de distancia hacia el sur, en el sector de Miracle Mile.
A partir de la inauguración de Television City en 1952, numerosos programas de televisión han sido transmitidos en vivo o grabados en las instalaciones, incluyendo muchos programas que no son emitidos por CBS. Muchas películas han sido producidas en parte en Television City, como por ejemplo That Thing You Do!, una película de 1996 protagonizada por Tom Hanks y Liv Tyler. Durante los créditos iniciales de muchos de los programas grabados allí, una voz en off anuncia la frase "From Television City in Hollywood." El complejo actualmente alberga un total de ocho estudios por separado. De vez en cuando se realizan visitas turísticas al lugar, con los invitados siendo escoltados por un guía de CBS.

## Historia
Television City fue inaugurado el 16 de noviembre de 1952. Fue construido en el sitio donde estaba ubicado el Gilmore Stadium, un complejo deportivo multipropósito. Antes del estadio, fue un yacimiento de aceite.
Gilmore Stadium fue un parte de un complejo de deportes y entretenimiento que incluyó Gilmore Field y el Pan-Pacific Auditorium. Los estadios y el auditorio fueron construidos en lo que antes era un propiedad de 287 acres (1.16 km²) llamado Gilmore Island, y la fortuna que llevó a su construcción tuvo orígenes similares a la trama de una comedia de televisión.
Arthur Fremont Gilmore trajo a su familia a Los Ángeles desde Illinois en 1874, empezó un negocio de productos lácteos, y eventualmente obtuvo dinero suficiente para comprar un parte de Rancho La Brea, más o menos limitada por Beverly Boulevard, 3rd Street, Fairfax Avenue, y La Brea Avenue. A finales de los años 1930, la empresa Gilmore había construido el estadio de fútbol y el parque de béisbol. Gilmore vendió el estadio a CBS en 1950, y la carrera de "midget cars" conducido como parte del Turkey Night Grand Prix ese mismo año fue la última carrera que era conducida en su hipódromo. Dos años más tarde, CBS construyó Television City en ese sitio. Después de que los Hollywood Stars se transfirieron fuera de la ciudad en 1958, el estadio fue demolido y esa propiedad se convirtió en parte del complejo de Television City.
La arquitectura moderna de Television City consiste de planos blancos y negros que se encuentran en las esquinas afiladas, con acentos de rojo brillante, la obra de los arquitectos William Pereira y Charles Luckman de Los Ángeles. El complejo fue construido para atender las grandes necesidades de producción para la cadena, la mayoría de las cuales tenían lugar en las hacinadas dependencias de CBS Columbia Square.
El edificio inicialmente tenía cuatro platós (estudios 31, 33, 41 y 43), pero una renovación a fines de los años 1980 añadió dos nuevos platós (estudios 36 y 46) además de espacios adicionales para oficinas e instalaciones técnicas, tales como salas de edición y almacenamiento. Posteriormente, otra renovación añadió otros dos estudios (estudios 56 y 58) en lo que antes eran salas de ensayo en el edificio original.
El estudio 43 fue equipado con cámaras de color RCA TK-40A en 1954, con cables que permitían que cualquiera de los cuatro estudios iniciales ocuparan dichos aparatos. En 1956, el estudio 41 fue equipado con cámaras RCA TK-41. Sin embargo, las transmisiones en color de CBS disminuyeron su frecuencia hasta la década siguiente, cuando la producción de 1964 de Cenicienta por Rodgers y Hammerstein fue grabada. Los programas de CBS generalmente eran realizados en blanco y negro hasta que se instalaron equipos Norelco PC-60 a partir de 1964.
El estudio 33 es la actual sede del veterano programa de concursos de CBS, The Price is Right, y de la serie nocturna de HBO Real Time with Bill Maher. En este plató también se rodaba The Carol Burnett Show durante toda su producción entre 1967 y 1978, y anteriormente se había rodado The Red Skelton Show desde 1953 hasta 1970, así como notables concursos como Match Game (la versión presentada por Gene Rayburn desde 1973 hasta 1982, y la versión de 1998), Hollywood Squares (presentado por Tom Bergeron), Bullseye, Wheel of Fortune, Pyramid, la reposición de Card Sharks que se emitió desde 1986 hasta 1999, y la versión de Family Feud emitida desde 1988 hasta 1995. En marzo de 1998, en el episodio 5.000 de The Price is Right (que realmente es el episodio 5.133), la CBS renombró al estudio 33 como "The Bob Barker Studio" en honor al presentador y productor ejecutivo del programa.
Cuando se convirtió en estándar el hecho de que las sitcoms fueran grabadas en frente de una audiencia en el estudio en los años 1970, muchos programas fueron grabados en platós de Television City, como por ejemplo All in the Family, Maude, y Good Times. Las sitcoms Three's Company y Welcome Back, Kotter, ambas emitidas por American Broadcasting Company (ABC), también fueron grabadas en Television City.
En CBS Television City se encuentran también el estudio de efectos visuales de la CBS, denominado CBS Digital, y el sello musical CBS Records. "Television City" es una marca registrada de CBS para sus instalaciones de producción televisiva.
En julio de 2011, la CBS introdujo un sitio web dedicado a Television City, www.cbstelevisioncity.com Archivado el 26 de marzo de 2016 en Wayback Machine.. Este sitio contiene fotografías históricas de las celebridades y programas que se han realizado en el estudio, al igual que listados de todas las producciones que se llevaron a cabo en Television City, desde 1953 hasta el presente.